# صالح مهدي السامرائي
صالح مهدي صالح السامرائي (1932- 2024 م) داعية رحَّالة، وباحث مترجم، ومؤرِّخ عراقي. من روَّاد الدعوة الإسلامية في اليابان، قضى سنين طويلة من عمره في نشر الإسلام هناك وتعليم المسلمين دينهم، فضلًا عن رحلاته وأسفاره إلى بلدان العالم المختلفة في نصرة الإسلام وقضاياه والدعوة إليه. تخصَّص في علوم الزراعة، وكان أولَ أستاذ في كلية الزراعة بجامعة الملك سعود.

## ولادته وتحصيله
ولد صالح بن مهدي بن صالح السامرائي في مدينة سامرَّاء بمحافظة صلاح الدين العراقية، عام 1932، لأسرة محافظة متدينة من عشيرة الباز. نشأ وترعرع في سامرَّاء، وأكمل دراسته الابتدائية والمتوسطة والثانوية في مدارسها.
حصل على الإجازة (بكالوريوس) في العلوم الزراعية من جامعة البنجاب (جامعة الزراعة حاليًّا) بباكستان، عام 1960. ثم تابع دراسته العليا في اليابان، فحصل على شهادة (ماجستير) في العلوم الزراعية من جامعة طوكيو، أكبر الجامعات اليابانية وأعرقها، عام 1963. ثم على شهادة (دكتوراه) من الجامعة نفسها في العلوم الزراعية، بتخصُّص تربية النبات، عام 1966.
تأثر في شبابه بالشيخين محمد محمود الصوَّاف، وأمجد الزَّهاوي، وبجماعة التبليغ في العراق.

## وظائفه وأعماله
عمل في اليابان في مجال الإعلام مدَّة 3 سنوات؛ مترجمًا ومذيعًا للأخبار في الإذاعة اليابانية الناطقة باللغة العربية.
ثم عاد إلى العراق وعُيِّن مدرِّسا في كلية الزراعة بجامعة بغداد عام 1966، ولكن لم يلبث أن انتقل إلى المملكة العربية السعودية بعد أشهر للعمل في كلية الزراعة بجامعة الرياض (جامعة الملك سعود حاليًّا) في حي عليشة، من 1966 إلى 1980، فكان بذلك أولَ أستاذ بالكلية.
وأجرى بحوثًا زراعية عديدة في ربوع السعودية، وأسَّس قسم زراعة المناطق الجافَّة في جامعة الملك عبد العزيز بجُدَّة، وتولى رئاسته من 1980 إلى 1996. درَّس عدَّة موادَّ أهمُّها: إنتاج محاصيل، تربية نبات، أُسُس، وراثة.
تزوَّج السامرائي في العراق عام 1968، ولديه 4 أبناء.

## نشاطه الدعوي
أرسله الملك فيصل بن عبد العزيز عام 1973، إلى اليابان للدعوة فيها، ولتعليم مسلميها أحكام دينهم. فأسهم في تأسيس المركز الإسلامي في طوكيو، وتعهَّده بالرعاية، وتولى رئاسته عام 1996، واستمرَّ في النشاط الدعوي الدؤوب هناك على مدار عقود. ويُعَدُّ المركز أقدمَ مؤسسة دعوية في اليابان، وأولَ من نشر الكتاب الإسلامي والدعوة ورقيًّا ورَقْميًّا (بوساطة الإنترنت)، وأسلم من طريقه آلافُ اليابانيين، ورعى المركز كلَّ التجمُّعات الإسلامية في اليابان على اختلافها وتنوُّعها. وهو هيئة مستقلَّة غير تابعة إلى حكومة أو سِفارة أو حزب أو جماعة، وإنما خُصِّص للدعوة إلى الإسلام الوسطي.
في عام 1978 زار جنوب إفريقيا مع بلديِّه العالم الداعية نعمان عبد الرزاق السامرائي للدعوة إلى الله، ضمن بعثات كان يرسلها مفتي السعودية الشيخ عبد العزيز بن باز إلى دول العالم. وأثمرت زيارة السامرائي إلى جنوب إفريقيا دعوة شعوبها إلى الإسلام، وبناء المساجد، وإقامة مساكن للعَجَزة فيها. ثم زار السامرائي كثيرًا من بلدان العالم متطوِّعًا للدعوة في سبيل الله، منها أكثر بلدان آسيا، وأوربا، وأستراليا، وشرقي القارَّة الإفريقية وجنوبيها، وأمريكا الشمالية واللاتينية، وهو يُعَدُّ من الرحَّالة المسلمين المعاصرين الدعاة، الذين طافوا معظم أرجاء المعمورة.

### نشاطاته
- أحد مؤسسي جمعية الطلبة المسلمين في طوكيو باليابان، عام 1961.
- شارك في تأسيس المركز الإسلامي في طوكيو، عام 1974، وتولَّى رئاسته منذ عام 1996 حتى وفاته.
- مستشار الندوة العالمية للشباب الإسلامي.
- عضو المجلس العالمي للمساجد.
- عضو مؤسِّس في هيئة الإعجاز العلمي للقرآن والسنَّة.
- عمل مستشارًا للعديد من المنظمات الإسلامية العالمية.[8]

## آثاره
له مؤلفات وبحوث ومقالات في العلوم الزراعية، وفي الدعوة الإسلامية، ولا سيَّما الإسلام في اليابان، وأحوال المسلمين في بعض بقاع العالم. ومن أشهر كتبه وبحوثه ومقالاته:

#### المؤلفات
- الإسلام في اليابان: التاريخ والانتشار والمؤسسات القائمة هناك، المركز الإسلامي في اليابان، طوكيو 1424هـ/ 2003م.
- حديث الذكريات: ستون عامًا في طريق الدعوة إلى الله من العراق إلى اليابان، دار الحكمة لندن 2024.

#### الترجمات
- البحث عن الصراط المستقيم، تأليف روجي روضة كريستي.
- العالم الإسلامي في رحلات الشيخ عبد الرشيد إبراهيم، ترجمه بمساعدة مترجمين أتراك.[9]

#### المقالات
- كيف ضيَّعنا الأرض في فولغا غراد.
- طوكوشيما في جزيرة شكوكو ثاني أكبر معقل للإسلام في اليابان.
- السيد أحمد أريجا ثالث مسلم ياباني.
- العرب الجزائريون الضائعون في جزر المحيط الهادئ منذ القرن الـ 19.
- أحمد بولوك مسلم إنجليزي معاصر من المهتدين الذين لم تنلهم عناية المسلمين.
- صعيدي في اليابان.
- القاري سر فراز دِهلوي أحد دعاة اليابان.
- المسيحية في اليابان، مجلة الفيصل، العددان (411- 412)، 1431هـ/ 2010م.

## وفاته
توفي صالح مهدي السامرائي في جُدَّة بالسعودية، يوم الجمعة 6 جُمادى الأولى 1446هـ الموافق 8 نوفمبر(تشرين الثاني) 2024م وصلي عليه بالمسجد الحرام ودفن في مقبرة المعلاة بمكة المكرمة .

## وصلات خارجية
- مع البرفسور صالح مهدي السامرائي أستاذ الزراعة وتربية النبات قبيل نصف قرن - رئيس المركز الإسلامي باليابان
- د. صالح مهدي السامرائي.. رحالة للتعريف بالإسلام
- عفو التجربة الشيخ صالح السامرائى
- داعية اليابان د . صالح مهدي السامرائي في ذمَّة الله